# Mateo Palacios
Mateo Palacios Pretel (Apartadó, Antioquia, Colombia; 12 de octubre de 1996) es un futbolista colombiano. Juega de volante mixto y actualmente juega en el Marquense de la Liga Nacional de Fútbol de Guatemala.

## Trayectoria

### Boyacá Chicó
Salió de tierras antioqueñas y llegó a los 16 años a las escuelas de formación del conjunto ‘ajedrezado’, hasta que se ganó la confianza de Eduardo Pimentel y hoy es uno de los jugadores con mayor regularidad en el plantel profesional.

## Clubes
| Club              | País      | Año         |
| ----------------- | --------- | ----------- |
| Boyacá Chicó      | Colombia  | 2014 - 2020 |
| Alianza Petrolera | Colombia  | 2021        |
| Deportivo Pasto   | Colombia  | 2021        |
| Bangladesh Police | Bangladés | 2022 - 2024 |
| Persipa           | Indonesia | 2024 - 2025 |
| Marquense         | Guatemala | 2025 - act. |

## Estadísticas
| Club                         | Temporada           | Liga  | Liga  | Copa Nacional | Copa Nacional | Copa Internacional | Copa Internacional | Total | Total | Prom. · |
| Club                         | Temporada           | Part. | Goles | Part.         | Goles         | Part.              | Goles              | Part. | Goles | Prom. · |
| ---------------------------- | ------------------- | ----- | ----- | ------------- | ------------- | ------------------ | ------------------ | ----- | ----- | ------- |
| Boyacá Chicó · Colombia      | 2014                | 1     | 0     | 0             | 0             | -                  | -                  | 1     | 0     | 0       |
| Boyacá Chicó · Colombia      | 2015                | 4     | 0     | 0             | 0             | -                  | -                  | 4     | 0     | 0       |
| Boyacá Chicó · Colombia      | 2016                | 15    | 4     | 5             | 0             | -                  | -                  | 20    | 4     | 0,20    |
| Boyacá Chicó · Colombia      | 2017                | 38    | 5     | 3             | 0             | -                  | -                  | 41    | 5     | 0,12    |
| Boyacá Chicó · Colombia      | 2018                | 24    | 0     | 1             | 0             | -                  | -                  | 25    | 0     | 0       |
| Boyacá Chicó · Colombia      | 2019                | 41    | 4     | 4             | 1             | -                  | -                  | 45    | 5     | 0,11    |
| Boyacá Chicó · Colombia      | 2020                | 20    | 4     | 1             | 0             | -                  | -                  | 21    | 4     | 0,19    |
| Boyacá Chicó · Colombia      | Total               | 143   | 17    | 14            | 1             | 0                  | 0                  | 157   | 18    | 0,11    |
| Alianza Petrolera · Colombia | 2021                | 0     | 0     | 0             | 0             | -                  | -                  | 0     | 0     | 0       |
| Alianza Petrolera · Colombia | Total               | 0     | 0     | 0             | 0             | 0                  | 0                  | 0     | 0     | 0       |
| Total en su carrera          | Total en su carrera | 143   | 17    | 14            | 1             | 0                  | 0                  | 157   | 18    | 0,11    |

## Palmarés

### Campeonatos nacionales
| Título    | Club         | País     | Año  |
| --------- | ------------ | -------- | ---- |
| Primera B | Boyacá Chicó | Colombia | 2017 |